# Warwara Nikolajewna Sergejewa
Warwara Nikolajewna Sergejewa (russisch Варвара Николаевна Сергеева; * 26. Novemberjul. / 9. Dezember 1902greg. in Simbirsk; † 26. Januar 1997 in Riga) war eine sowjetische bzw. lettische Chemikerin und Hochschullehrerin.

## Leben
Sergejewa studierte in Taschkent an der Zentralasiatischen Staatlichen Universität in der Chemie-Fakultät mit Abschluss 1936. Ihre Diplomarbeit über Alkylierung von Aromaten hatte sie bei I. P. Zukerwanik angefertigt. Darauf wurde sie dort am Lehrstuhl für Organische Chemie wissenschaftliche Mitarbeiterin, Assistentin und 1938 Vizedekanin für den Studienteil. Ihre Kandidat-Dissertation verteidigte sie erfolgreich im April 1941. Ab 1943 hielt sie als Dozentin Spezialvorlesungen über Erdöl-Chemie und Sprengstoff-Chemie  und eine Vorlesung über Organische Chemie für die nicht-chemischen Fakultäten.
Nach dem Deutschen Angriffskrieg gegen die Sowjetunion kam Sergejewa 1945 in die neue Lettische SSR und hielt an der Lettischen Staatlichen Universität in Riga als Dozentin des Lehrstuhls für Chemie der Holztechnik Vorlesungen über Chemie und Technologie der Extraktionsmittel und über Holz-Chemie. Ab 1948 war sie Vizedekanin und ab 1952 Dekanin der Chemie-Fakultät der Lettischen Staatlichen Universität.
Sergejewa organisierte 1946 das Laboratorium für Lignin-Chemie des Instituts für Holzwirtschaft-Probleme und Holz-Chemie. Das Institut wurde 1962 das Institut für Holz-Chemie, das sie bis 1984 leitete und dessen Direktorin sie von 1958 bis 1963 war. Sie verteidigte 1963 mit Erfolg ihre Doktor-Dissertation über Umwandlungs- und Zersetzungsprozesse von Holzstrukturen und ihrer  hochmolekularen Bestandteile unter der Einwirkung von Wärme. Im selben Jahr wurde sie zum Korrespondierenden Mitglied der Akademie der Lettischen SSR gewählt, deren Vollmitglied  sie 1971 wurde. Sie ging 1984 in Pension und blieb weiter in Kontakt mit ihren Kollegen.
Sergejewa war seit 1944 mit dem Holz-Chemiker Pjotr Odinzow (1891–1968) verheiratet.

## Ehrungen
- Ehrenzeichen der Sowjetunion (1954)[2]
- Orden des Roten Banners der Arbeit (1971)
- Orden der Völkerfreundschaft (1982)
- Medaille „Für heldenmütige Arbeit“
- sieben Ehrenurkunden der Präsidien der Obersten Sowjets der Usbekischen und der Lettischen SSR
- Verdiente Wissenschaftlerin und Technikerin der Lettischen SSR[2]